# توتال كومندر
توتال كومندر (Total Commander) هو مدير الملفات لمايكروسوفت ويندوز. تم تطوير هذا البرنامج من طرف السويسري كريستيان غيسلر. كما يوجد أيضا نسخة مجانية لويندوز موبايل.

## تاريخ
ظهرت النسخة الأولى لهذا البرنامج في 29 سبتمبر 1993 وبُرمجت بتوربو باسكال. كان هذا البرنامج في الأصل يدعى ويندوز كومندر، وفي عام 2002 تغير اسمه إلى توتال كومندر.